# Ernst Hasse (General)
Ernst Hasse (* 7. Juli 1867 in Rummelsburg (Pommern); † 12. April 1945 in Potsdam) war ein deutscher Offizier und zuletzt Generalleutnant. Bei seiner Verabschiedung in den Ruhestand 1927 wurde ihm der Charakter eines Generals der Infanterie verliehen.

## Leben

### Ausbildung und Verwendungen als Offizier und Stabsoffizier
Ernst Hasse trat am 26. September 1886 als Fahnenjunker in die Königlich Preußische Armee ein. Am 17. Januar 1888 wurde er im Infanterie-Regiment „von der Goltz“ (7. Pommersches) Nr. 54 zum Leutnant befördert. Hier diente er u. a. im Rang eines Premierleutnants als Regimentsadjutant. 1907 war er im Großen Generalstab und wurde hier am 11. September 1907 zum Major befördert. Am 24. September 1907 wurde er in den Generalstab der 29. Division versetzt. 1912 kam er vom XV. Armee-Korps (Straßburg) zum Generalstab der Armee und wurde direkt an das Kriegsministerium nach Berlin geschickt. Hier war er in der 1. Armee-Abteilung (A 1). Die Beförderung zum Oberstleutnant folgte am 18. Februar 1913.

### Erster Weltkrieg
Nach der Mobilmachung 1914 war er erst Stabsoffizier der neu aufgestellten Armeeoberkommando 3 (AOK 3) und war ab 1915 Oberquartiermeister des Armeeoberkommandos 9 (AOK 9). 1916 wurde er Kommandeur des Infanterie-Regiments „Kaiser Wilhelm“ (2. Großherzoglich Hessisches) Nr. 116. Am 18. August 1916 wurde er Oberst, kam 1917 zur Heeresgruppe Mackensen. Bevor er Anfang 1918 die 49. Landwehr-Brigade übernahm, war er kurz Chef des Generalstabes der Militärischen Verwaltung in Rumänien.

### Zwischenkriegszeit
Nach dem Krieg wurde er in die Reichswehr übernommen. Er war zunächst ab 1. Oktober 1919 Befehlshaber der Infanterie bei der Reichswehr-Brigade 6 und wurde in dieser Verwendung am 16. Juni 1920 zum Generalmajor befördert. Zum 1. April 1921 wurde er Infanterie-Führer III der 3. Reichswehr-Division in Potsdam. Am 1. April 1922 wurde er selbst wiederum unter gleichzeitiger Beförderung zum Generalleutnant als Nachfolger von Generalleutnant Otto von Preinitzer zum Kommandeur der 2. Kavallerie-Division in Breslau ernannt. Dieses Kommando behielt er bis zum 1. Januar 1925 und wurde daraufhin von Generalmajor Hugo von Kayser abgelöst. Daraufhin wurde er am 1. Januar 1925 als Nachfolger von Generalleutnant Walther Reinhardt zum Kommandeur der 5. Reichswehr-Division in Stuttgart sowie zugleich zum Befehlshaber des Wehrkreises V ernannt. Diese Verwendungen hatte er bis zum 31. Januar 1927 inne und wurde jeweils von Generalleutnant Hermann Reinicke abgelöst. Am 1. Februar 1927 wurde er unter gleichzeitiger Verleihung des Charakter eines Generals der Infanterie in den Ruhestand verabschiedet.
Nach seinem Ausscheiden aus dem Militärdienst lebte er in Potsdam, wurde in der Rangliste aber weiter geführt und erhielt die Erlaubnis die Uniform des Infanterie-Regiments 4 mit den Abzeichen als General zu tragen.
Kurz vor Kriegsende beging er am 12. April 1945 in Potsdam Suizid.

### Familie
Aus seiner am 29. Oktober 1903 in Berlin geschlossenen Ehe mit der fast sechs Jahre jüngeren Anna von Keiser (1873–1951), Tochter des Generalleutnants zur Disposition Karl von Keiser (1843–1929) sowie jüngere Schwester des späteren Generalmajors Karl von Keiser (1871–1929), gingen mehrere Söhne hervor. Die drei Söhne, Ernst (1904–1947), Werner (1906–1971) und Kurt (1907–1944), wurden Springreiter.